# DGPh-Forschungspreis für Photographiegeschichte
Der von der Sektion „Geschichte und Archive“ der Deutschen Gesellschaft für Photographie gestiftete DGPh-Forschungspreis Photographiegeschichte war von 1978 bis 2018 eine Auszeichnung für wissenschaftliche Forschungen auf dem Gebiet der Geschichte und Theorie der Photographie. Er wurde zwanzig Mal an insgesamt 21 Forscher verliehen, von 1978 bis 1981 jährlich, ab 1984 im zweijährigen Turnus. Von 1978 bis 2010 trug er den Namen Erich-Stenger-Preis. An seine Stelle traten im Jahr 2020 die Preise Thinking Photography. DGPh-Forschungspreis und Writing Photography. DGPh-Preis für innovative Publizistik.

## Verleihungskriterien
Der DGPh-Forschungspreis Photographiegeschichte richtete sich an Forschende aller Geistes-, Kultur- und Sozialwissenschaften, deren wissenschaftliche Arbeit einen fundierten, eigenständigen und innovativen Beitrag zur Photographieforschung leistete. Bewerben konnten sich Einzelpersonen oder Personengruppen, die ihren ständigen Wohnsitz in Deutschland hatten. Die Entscheidung über die Vergabe des Preises wurde durch eine Jury mit wechselnder Besetzung getroffen. Zwischen 1978 und 2000 wurden mit diesem Preis noch nicht abgeschlossene Arbeitsvorhaben gefördert, ab 2002 wurden bereits im Manuskript oder als Buch vorliegende Arbeiten ausgezeichnet. Zuletzt war der Preis mit 3000 Euro dotiert.

## Preisträger
- 2018: Kathrin Schönegg
- 2016: Katharina Steidl
- 2014: Steffen Siegel
- 2012: Estelle Blaschke
- 2010: Jan von Brevern
- 2008: Angela Matyssek
- 2006: Christiane Stahl
- 2002: Matthias Harder
- 2000: Marianne Bieger-Thielemann
- 1996: Peter V. Brinkemper
- 1994: Ute Wrocklage
- 1992: Dorothea Peters
- 1990: Ludger Derenthal
- 1988: Dorothea Ritter
- 1986: Gerhard Glüher
- 1984: Martina Mettner
- 1981: Ulrich Keller, Gunther Sander
- 1980: Ursula Peters
- 1979: Fritz Kempe
- 1978: Heinz Gebhardt